# Partito Alternativa Giusta
Il Partito Alternativa Giusta (in romeno: Partidul Alternativa Dreaptă, AD) è un partito politico romeno di destra, fondato nel 2019.
Il soggetto politico nacque come continuatore del preesistente M10 (M alla potenza di 10), registrato il 3 giugno 2015 dall'ex ministro della giustizia ed europarlamentare Monica Macovei.
Nel 2019 la fusione tra M10 e il Partito Forza Moldavia diede vita Partito Alternativa Giusta.

## Storia

### Il partito M10

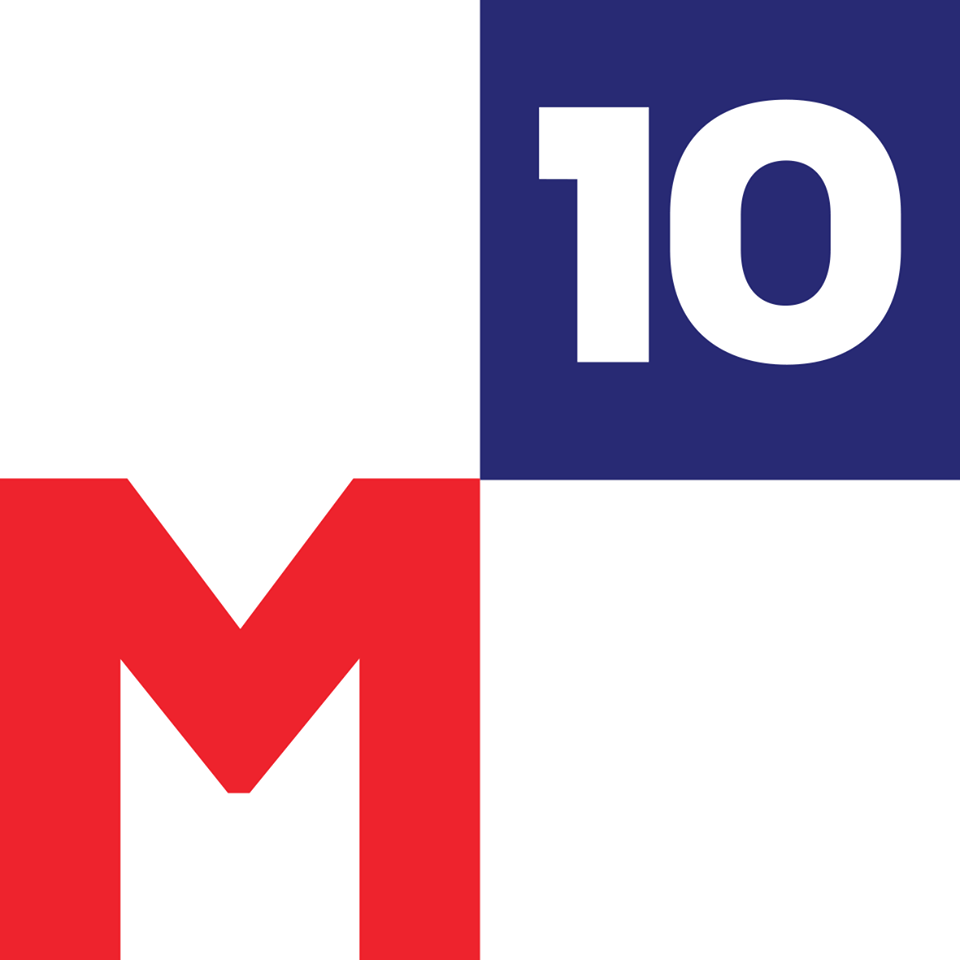
Il simbolo del partito M^{10} fondato nel 2015.

Nel corso della conferenza stampa di presentazione del 1 marzo 2015 Monica Macovei presentò il suo partito come «l'unica genuina formazione di destra in Romania», invocando un ristretto intervento da parte del governo nella vita dei cittadini e rifacendosi alla dottrina del miniarchismo. Tra i propri obiettivi elencò il raggiungimento di un pieno capitalismo e del liberalismo economico. L'ex dirigente del Partito del Movimento Popolare Adrian Papahagi, attratto da tale messaggio, si unì alla Macovei, lodandola di voler creare un autentico partito antisistema.
Tra i primi membri del comitato esecutivo vi furono la Macovei, Șerban Marinescu, Adrian Stanciu, Adrian Papahagi, Ioana Constantin, Gelu Trandafir e Brîndușa Armanca.
Macovei, eletta al Parlamento europeo  in occasione delle elezioni europee del 2014 nelle file del Partito Democratico Liberale (dissolto nel 2014 e confluito nel Partito Nazionale Liberale), il 27 ottobre 2015 lasciò il gruppo parlamentare del Partito Popolare Europeo e si unì al Gruppo dei Conservatori e dei Riformisti Europei (ECR). Due giorni più tardi fu nominata membro dell'ufficio esecutivo del nuovo gruppo. M10, contestualmente, fece domanda di ammissione all'Alleanza dei Conservatori e dei Riformisti Europei e fu accolto nel partito europeo il 18 marzo 2016.
Il 9 dicembre 2016 il partito comunicò che non avrebbe preso parte alle elezioni parlamentari del 2016 per non essere riuscito a raccogliere le 200.000 firme necessarie a presentare la propria lista e che non avrebbe fornito il proprio supporto ad altri partiti, reputati poco affidabili a causa delle loro leadership incerte o per le posizioni dubbie in tema di lotta alla corruzione dei loro candidati. Il M10, in ogni caso, annunciò il sostegno ad un eventuale riconferma del premier uscente Dacian Cioloș. Le elezioni, tuttavia, videro il trionfo del Partito Social Democratico (PSD), principale forza di centro-sinistra profondamente avversata dal M10.
Il 20 maggio 2017 nel corso dell'assemblea generale del partito i membri approvarono delle modifiche allo statuto che riconfermarono la loro adesione ad una dottrina conservatrice. Nonostante ciò il partito rimaneva praticamente inattivo al 2018, mentre nel marzo 2018 il presidente Ioana Constantin si iscrisse al Partito del Movimento Popolare.

### Nascita del Partito Alternativa Giusta
Nel giugno 2018 Adela Mîrza assunse la guida del partito ad interim, indicendo una nuova assemblea generale per l'ottobre 2018, che elesse i nuovi quadri dirigenti e ne confermò il ruolo di presidente. Nel novembre 2018 M10 diffuse un comunicato stampa che annunciava che Monica Macovei non era più membro del partito. Nelle settimane successive furono avviati degli incontri con altre associazioni formazioni minori di ideologia conservatrice e cristianodemocratica per la nascita di una più ampia alleanza: Unione Cristiano Democratica di Romania (UCDR), Partito Forza Moldavia, le piattaforme Alternativa Giusta e Alleanza Conservatrice. M10 e Partito Forza Moldavia provarono ad iscriversi per le elezioni europee del 2019 in un'alleanza chiamata Alternativa Giusta (Alternativa Dreaptă), ma la richiesta di registrazione fu respinta dall'Ufficio elettorale centrale.
Il 9 agosto 2019 fu decretata la fusione tra M10 e Partito Forza Moldavia, che portò ufficialmente alla nascita del Partito Alternativa Giusta (Partidul Alternativa Dreaptă).
Tra i punti cardine del proprio programma politico il nuovo soggetto enumerò la difesa della libertà personale, religiosa, economica e politica, prefiggendosi di salvaguardare l'identità e i valori culturali tradizionali, tra i quali la famiglia e la religione cristiana, per il loro contributo storico nella costruzione del pensiero occidentale.
Senza presentare un proprio candidato, alle elezioni presidenziali del 2019 il partito sostenne esternamente il rappresentante del Partito del Movimento Popolare Theodor Paleologu.
Il 6 giugno 2021 l'assemblea generale dei membri del partito rielesse alla presidenza Adela Mîrza.
Nel maggio 2022 si iscrissero al partito tre deputati espulsi dall'Alleanza per l'Unione dei Romeni (Daniel Gheorghe Rusu, Dănuț Aelenei e Nicolae Roman), dando ad AD rappresentanza parlamentare. Nell'aprile 2024 il senatore ex AUR Adrian Costea aderì ad AD.

### Elezioni del 2024
Alle elezioni europee del 2024 ottenne lo 0,45%.
Nell'agosto 2024 ne fu annunciata la fusione con il Partito Nazionale Conservatore Romeno. Poche settimane dopo, il 13 settembre, Alternativa Giusta rese noto di aver annullato la decisione in seguito alla notizia dell'iscrizione dell'ex premier Viorica Dăncilă al PNCR. Il 5 ottobre, quindi, per partecipare alle elezioni parlamentari del 2024 aderì ad una coalizione, Alleanza delle Forze di Destra, costruita intorno a PMP e FD. Allo scrutinio del 1º dicembre 2024 FD conseguì il 2% dei voti, finendo sotto la soglia di sbarramento, mentre il candidato della coalizione alla presidenza della Romania, Ludovic Orban, rinunciò il 18 novembre 2024.

## Struttura

### Presidenti
- Monica Macovei (2015-2016)
- Ioana Constantin (2016-2017)[27]
- Adela Mîrza (2018-2019)
- Adela Mîrza e Traian Rânja copresidenti (2019 - )

## Risultati elettorali
| Elezione          | Elezione     | Voti    | %    | Seggi   |
| ----------------- | ------------ | ------- | ---- | ------- |
| Parlamentari 2020 | Camera       | 2.005   | 0,03 | 0 / 329 |
| Parlamentari 2020 | Senato       | 2.233   | 0,04 | 0 / 136 |
| Europee 2024      | Europee 2024 | 40.281  | 0,45 | 0 / 33  |
| Parlamentari 2024 | Camera       | 189.678 | 2,05 | 0 / 331 |
| Parlamentari 2024 | Senato       | 173.703 | 1,88 | 0 / 134 |
| 1.                |              |         |      |         |